# Milbourne (Northumberland)
Milbourne – wieś w Anglii, w Northumberland, w dystrykcie (unitary authority) Northumberland, w civil parish Ponteland. Leży 39.4 km od miasta Alnwick, 17.4 km od miasta Newcastle upon Tyne i 412.4 km od Londynu. W 1951 roku civil parish liczyła 70 mieszkańców.